# 젠도지역
젠도지역(일본어: 善導寺駅)은 일본 후쿠오카현 구루메시에 있는 규슈 여객철도 규다이 본선의 역이다. 상대식 승강장 2면 2선의 구조를 갖춘 지상역이다.

## 타는 곳
| 1 | ■ 규다이 본선 | (하행) | 히타・유후인 방면 |
| 2 | ■ 규다이 본선 | (상행) | 구루메 방면       |

## 이용 현황
- 2010년도의 1일 평균 승차 인원은 279명이다.

## 역 주변
- 젠도지

## 역사
- 1928년 12월 24일 : 일본 철도성(일본국유철도)의 역으로서 개업.
- 1984년 : 무인화, 과선교 설치.
- 1987년 4월 1일 : 일본국유철도 분할 민영화에 의해 규슈 여객철도가 승계.

## 인접 역
| 규다이 본선      | 규다이 본선   | 규다이 본선              |
| ---------------- | ------------- | ------------------------ |
| 미이 구루메 방면 | ■ 규다이 본선 | 지쿠고쿠사노 오이타 방면 |